# Chokwe (lud)
Chokwe – lud afrykański zamieszkujący głównie Angolę, Demokratyczną Republikę Konga i Zambię. Posługują się językiem chokwe, z grupy językowej bantu. Ich populację szacuje się na blisko 3 mln (2018). 
Na przełomie XV i XVI w. lud ten stworzył wielkie królestwo, miał rozwiniętą technologię, dzięki czemu wiódł prym w handlu bronią. 

## Kultura
Chokwe słynie ze swoich tradycyjnych masek. Maski w tej społeczności używane są najczęściej podczas obrzędów inicjacji mukanda. Ceremonia ta dotyczy młodych chłopców, którzy poprzez serię, często bolesnych, praktyk muszą udowodnić swoją dorosłość. 

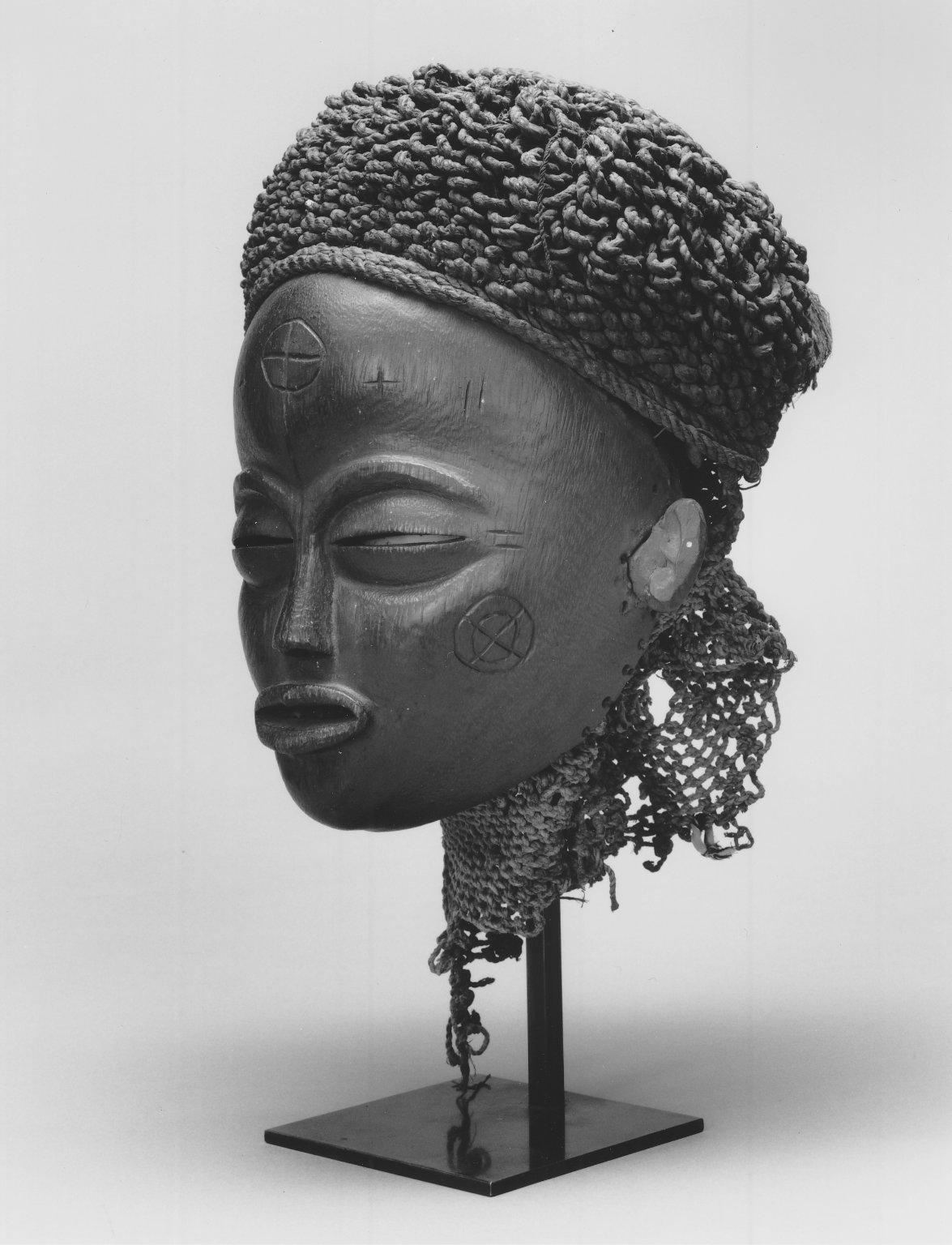
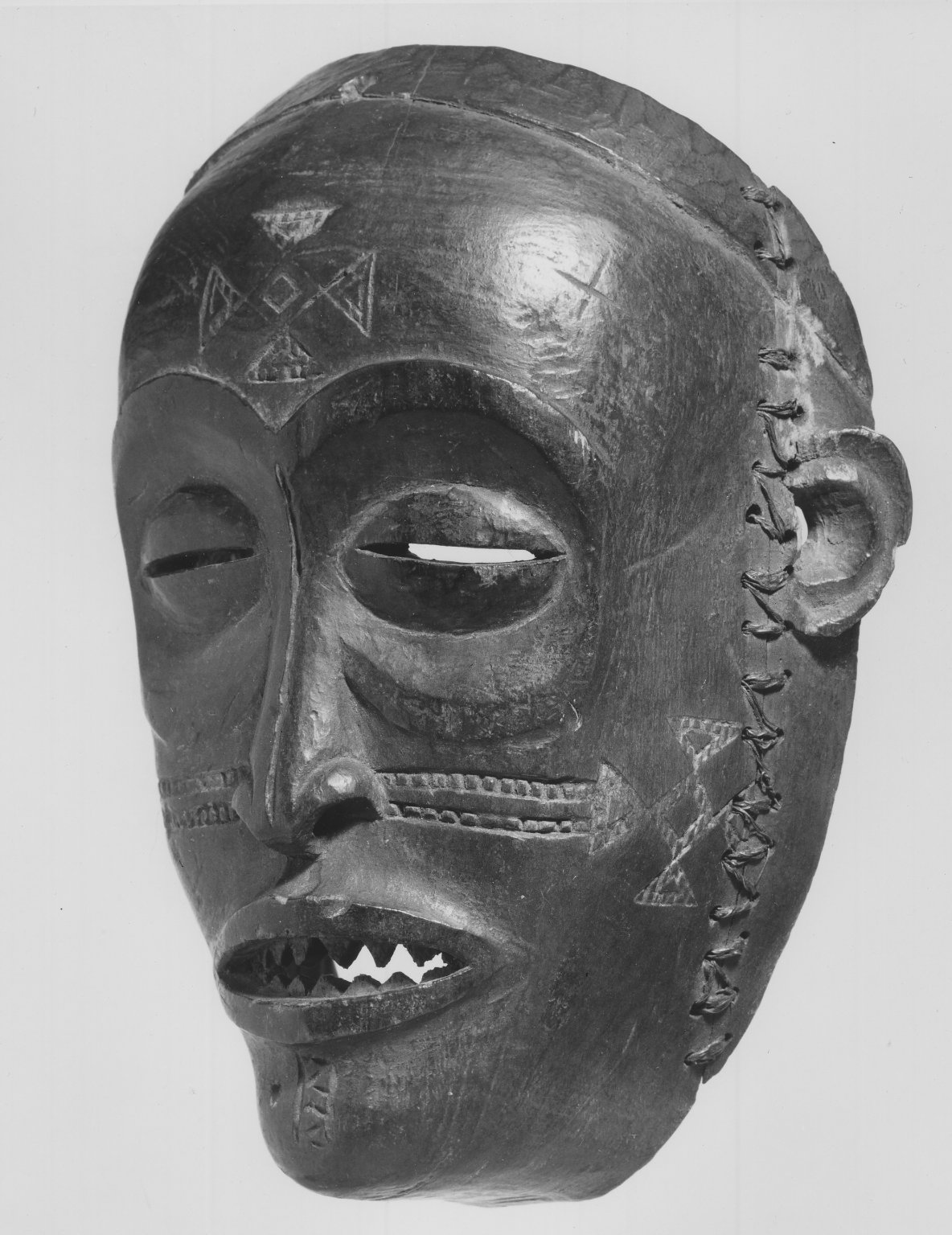
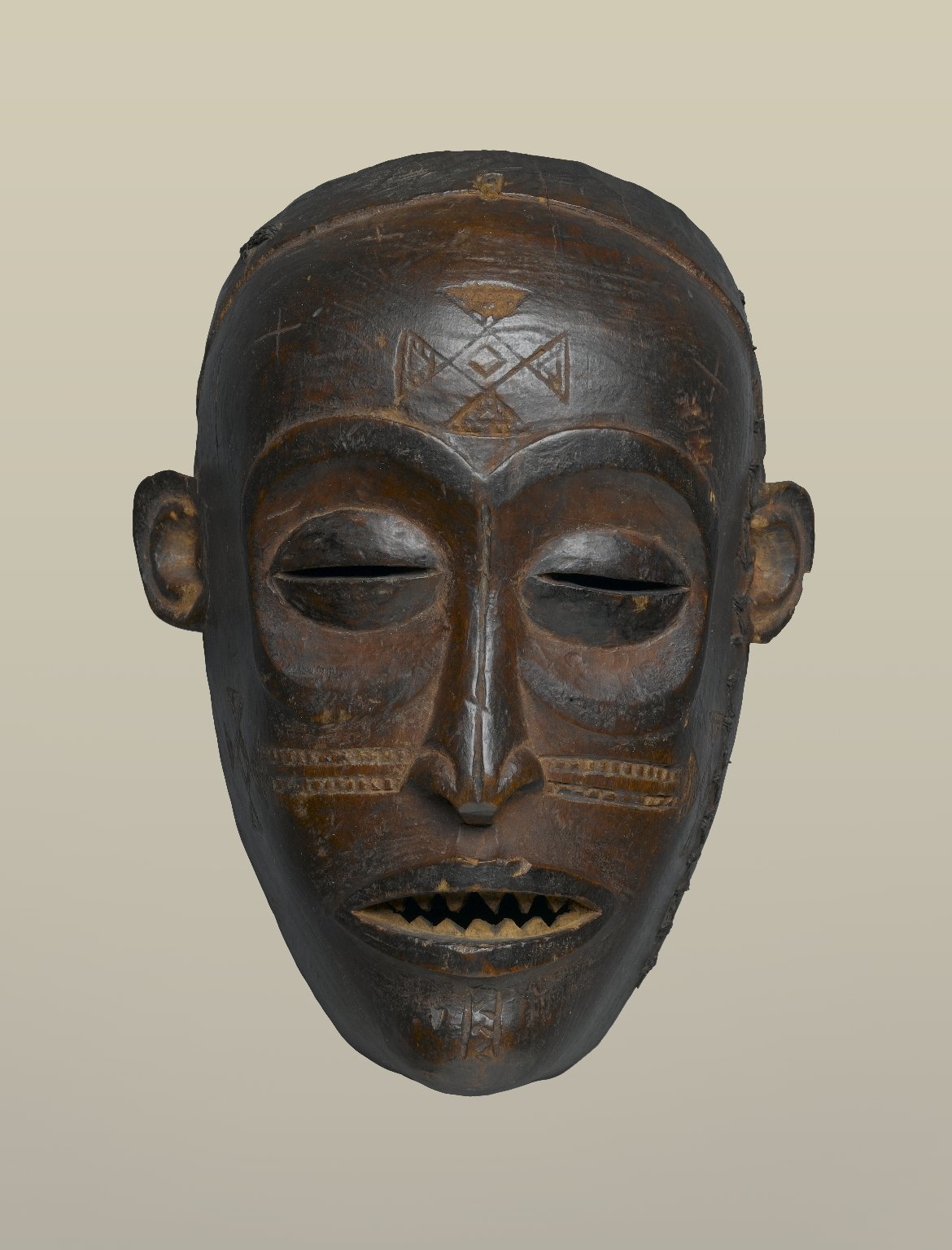
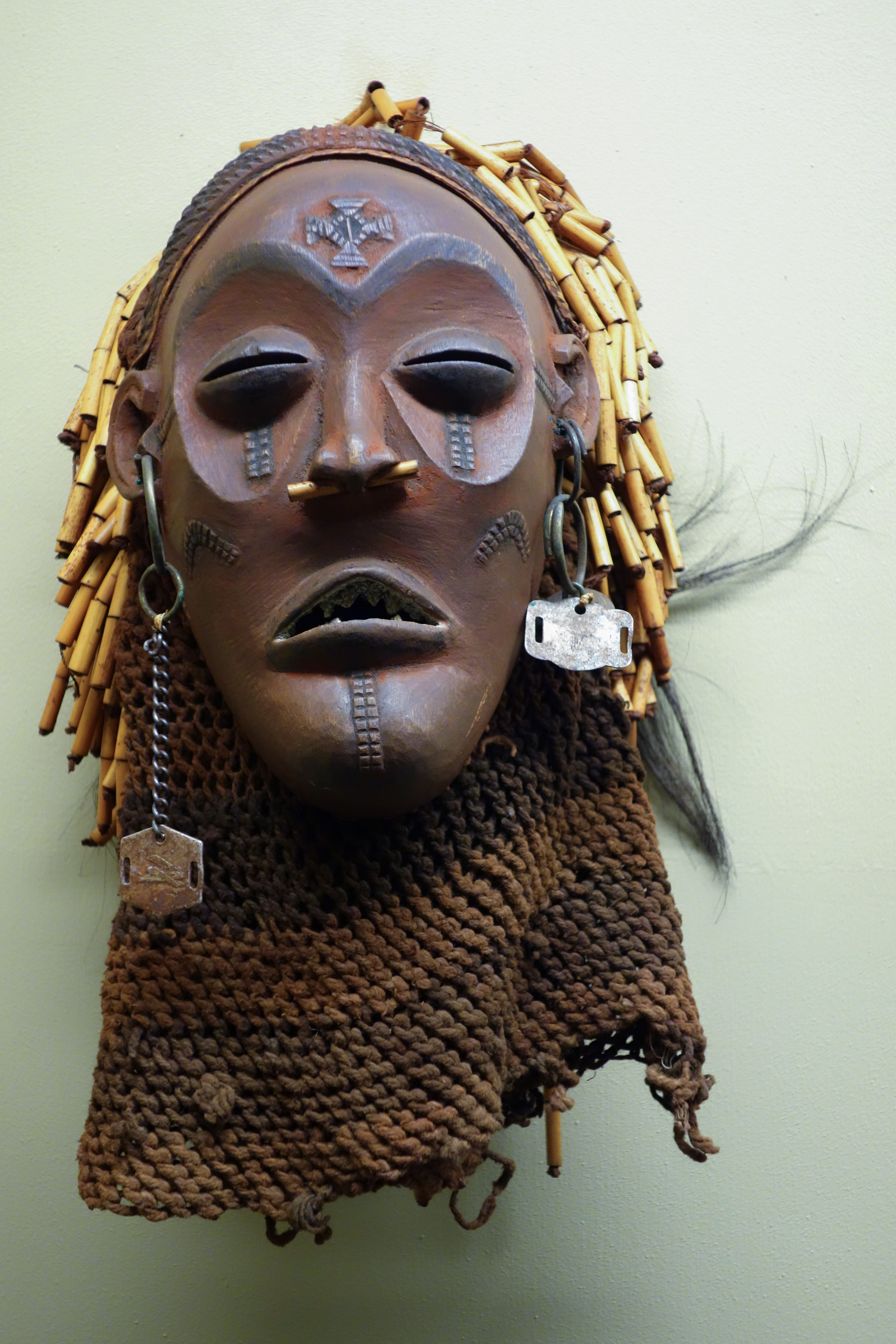
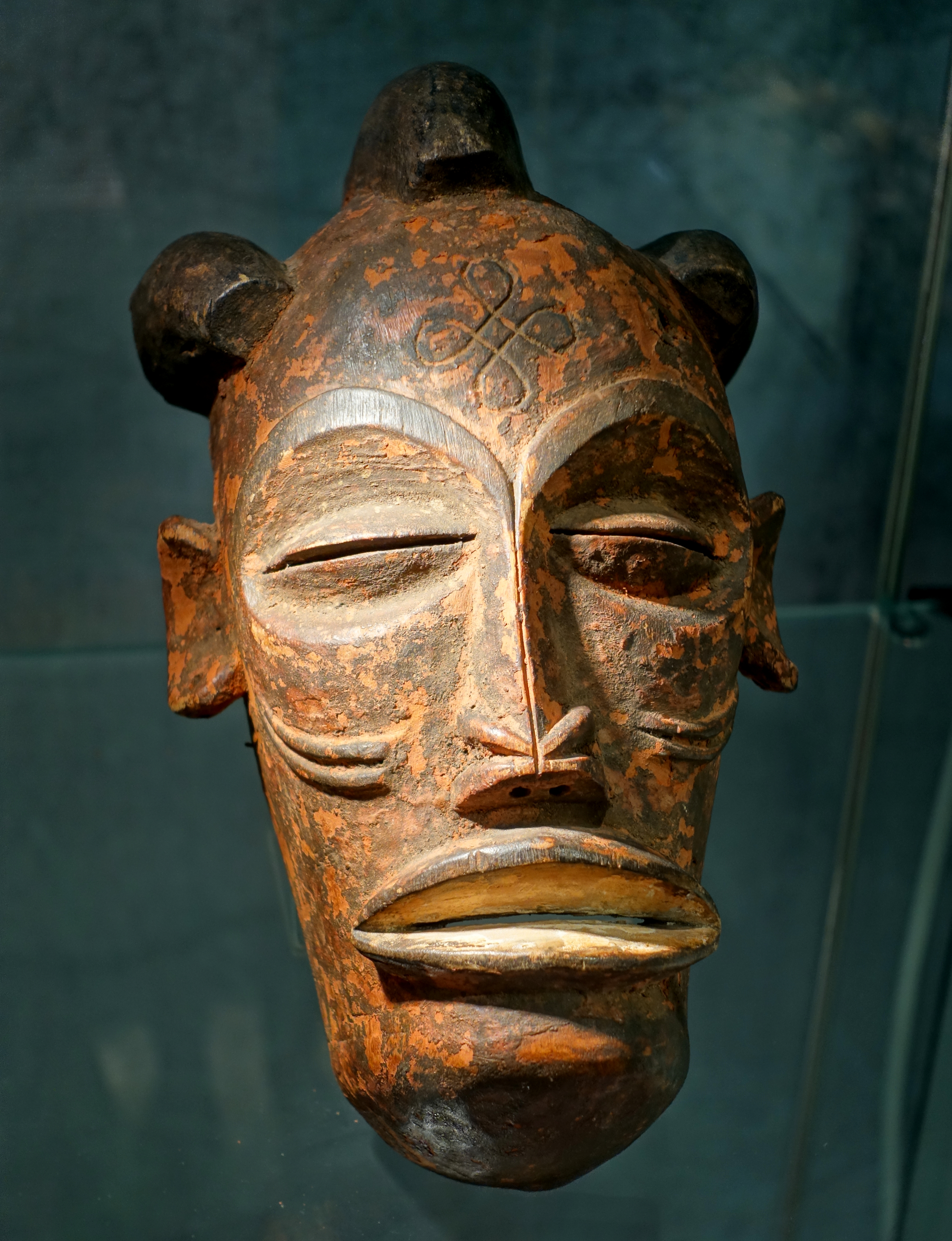